# Агнесса Французская
Агне́сса (Аньес) Францу́зская (около 1260 — 19 декабря 1327) — младшая дочь Людовика IX и Маргариты Прованской. Была регентом Бургундии при малолетнем сыне.

## Семья
Агнесса была младшей из одиннадцати детей, восемь из которых дожили до взрослого возраста. В 1279 году вышла замуж за Роберта II, герцога Бургундии, и стала матерью восьми детей:
- Бланка (1288—1348), замужем за Эдуардом, графом Савойским.
- Маргарита (1290—1315), замужем за королём Людовиком X.
- Жанна (около 1290—1348), замужем за Филиппом VI.
- Гуго V (герцог Бургундии) (1294—1315).
- Эд IV (герцог Бургундии) (1295—1350).
- Людовик, король Фессалоникский (1297—1316), женат на Матильде Эно.
- Мария (1298—1336) замужем за Эдуардом I, графом Бара
- Роберт, граф Тоннера (1302—1334), женат на Жанне, наследнице Тоннера.

Двое детей умерли в юном возрасте: Жан (1279 † 1283) и Маргарита (1285).
После смерти мужа Агнесса была регентшей при своём малолетнем сыне Гуго с 1306 по 1311 год. Она умерла в Кот-д’Ор 19 или 20 декабря 1327 года и похоронена в Аббатстве де Сито.

## В популярной культуре
Агнесса Французская является одной из второстепенных героинь цикла исторических романов «Проклятые короли» французского писателя Мориса Дрюона. Упоминается во всех романах, но на сцену выходит лишь один раз в конце романа «Негоже лилиям прясть».